# Авъл Манлий Вулзон (консул 178 пр.н.е.)
Вижте пояснителната страница за други личности с името Авъл Манлий Вулзон.
Авъл Манлий Вулзон (на латински: Aulus Manlius Vulso) e политик на Римската република през 2 век пр.н.е.

## Биография
Той е патриций от клон Вулзон на фамилията Манлии. Баща му умира млад. Той е най-малкият брат на Луций Манлий Вулзон (претор 197 пр.н.е.) и Гней Манлий Вулзон (консул 189 пр.н.е.). Внук е на Луций Манлий Вулзон Лонг (консул 256 и 250 пр.н.е.).
Между 194 – 192 пр.н.е. Вулзон е triumvir coloniae deducendae заедно с народния трибун Квинт Елий Туберон и преторианеца Луций Апустий Фулон в новооснованата римска колония Копия, която после се преименува на Турии в Калабрия. През 189 пр.н.е. става суфект-претор на мястото на убития при нападение от лузитаните претор Луций Бебий Див.
През 178 пр.н.е. Вулзон е избран за консул заедно с Марк Юний Брут. Изборите ги водил консула от 179 пр.н.е. Квинт Фулвий Флак. Той не отива в дадената му провинция Цизалпийска Галия, а предприема поход в Истрия без да се консултира преди това със Сената. След неуспех, на помощ му идва и Марк Юний Брут. Прекарват зимата в Аквилея. През 177 пр.н.е. те започват нова офанзива против истрите и обсаждат град Nesactium, където се намирал Епуло, царя на истрите. Пристига нова войска с новия консул Гай Клавдий Пулхер, който сменя двамата като главнокомандващ и успява да победи истрите.